# П'єтракамела
П'єтракамела (італ. Pietracamela) — муніципалітет в Італії, у регіоні Абруццо,  провінція Терамо.
П'єтракамела розташовані на відстані близько 115 км на північний схід від Рима, 22 км на північний схід від Л'Аквіли, 21 км на південний захід від Терамо.
Населення — 278 осіб (2014).

## Демографія
Населення за роками:

Станом на 1 січня 2023 року в муніципалітеті офіційно проживало 11 іноземців з 4 країн, серед них 7 громадян країн Євросоюзу.

## Сусідні муніципалітети
- Фано-Адріано
- Ізола-дель-Гран-Сассо-д'Італія
- Л'Аквіла